# 12 con giáp (phim)
12 con giáp (tiếng Trung: 十二生肖; Hán-Việt: Thập nhị sanh tiếu; bính âm: Shí-èr Shēngxiāo) là một bộ phim điện ảnh thuộc thể loại hành động - hài - phiêu lưu của Hồng Kông - Trung Quốc ra mắt năm 2012 do Thành Long làm đạo diễn, đồng sản xuất kiêm viết kịch bản. Đây là phần phim thứ ba của một loạt phim bắt đầu bằng tác phẩm Long huynh hổ đệ (1986) và sau đó là tác phẩm Kế hoạch Phi Ưng (1991). Tác phẩm có sự tham gia của dàn diễn viên gồm Thành Long, Kwon Sang-woo, Liêu Phàm, Trương Lam Tâm, Diêu Tinh Đồng và Laura Weissbecker.
Phim chính thức ra mắt tại Trung Quốc vào năm 2012, tiếp tục thu về hơn 145 triệu USD tại thị trường phòng vé Hoa ngữ và 171 triệu USD toàn thế giới, và nhận được những đánh giá trái chiều của khán giả và các nhà phê bình phim. Ngoài ra, Thành Long còn giành hai Kỷ lục thế giới Guinness cho bộ phim với danh hiệu "Diễn viên còn sống đóng thế nhiều nhất" và "Ghi công nhiều nhất trong một bộ phim điện ảnh". Phim đã giành giải Chỉ đạo hành động đóng thế xuất sắc cho Long tại lễ trao giải thưởng điện ảnh Hồng Kông lần thứ 32.

## Nội dung
Phim mở đầu với câu chuyện Vườn Viên Minh bị quân đội Anh và quân đội Pháp cướp bóc và phá hoại trong cuộc Chiến tranh nha phiến lần thứ hai. Trong số những cổ vật bị cướp có mười hai đầu đồng của tượng Mười hai con giáp. Thời hiện đại, mỗi cái đầu đồng được bán đấu giá đến hàng triệu Euro. Công ty chính cung cấp đầu đồng là MP Corporation. JC được công ty này thuê đi tìm những đầu đồng bị mất tích, họ hứa sẽ thưởng gấp mười lần nếu anh tìm được tất cả chúng. JC ghé qua chỗ Giáo sư Guan, người tạo ra mười hai đầu đồng bản sao cho mục đích nghiên cứu, dưới vỏ bọc của một phóng viên tên Martin từ Hội Địa lý Quốc gia Hoa Kỳ. Khi ở một mình, JC dùng găng tay đặc biệt quét những cái đầu để tổ chức bí mật của anh có thể tái tạo chúng. JC sau đó đến Paris để tìm cô gái tên Coco nhằm lấy thông tin về nơi giữ hai cái đầu đồng.
JC cùng với các cộng sự Simon, David và Bonnie xâm nhập một dinh thự để tìm hai cái đầu đồng. JC giải mã mật khẩu của một kho chứa tài sản và tìm thấy hai cái đầu đồng cùng với nhiều cổ vật khác. JC bị Coco phát hiện, anh nói rằng cô hãy gặp anh tại nhà thuyền trong khi bỏ chạy khỏi dinh thự. Tại nhà thuyền, Martin nói với Coco rằng anh đang làm việc cho một tập đoàn bí mật cố gắng thu hồi cổ vật bị mất cho Trung Quốc. Nhóm lính gác từ dinh thự xông vào nhà thuyền và tấn công JC. Cảnh sát được gọi đến và bắt giữ tất cả họ. JC, Coco và Simon sau đó được trả tự do.
Coco, JC và nhóm của anh được mời đến một lâu đài của cô gái tên Catherine. Họ biết được vị thuyền trưởng của một trong những con tàu Pháp cướp bóc Vườn Viên Minh chính là ông cố của Catherine. Điều này khiến Coco khó chịu, cô có cuộc tranh cãi với Catherine. JC và nhóm của anh tìm thấy nhiều cổ vật trong lâu đài, bao gồm cái đầu Gà. JC hứa sẽ giúp Catherine tìm hài cốt của ông cố cô.
Ngày hôm sau, cả nhóm đi tìm kho báu của con tàu Pháp trên một hòn đảo hoang. Họ thấy xác con tàu, vài cái đầu đồng và rất nhiều vàng. Cả nhóm định thu gom mọi thứ rồi rời đi, nhưng họ phải đối mặt với nhóm lính gác từ dinh thự. Cả hai nhóm sau đó bị bọn cướp biển bắt giữ. Nhóm của JC tẩu thoát bằng cách leo lên khúc cây rồi trượt ra biển, bỏ lại nhóm lính gác và bọn cướp biển. Nhóm của JC lên du thuyền trở về, nhưng không may khúc cây chứa số vàng bị chìm xuống đáy biển. JC và nhóm của anh vẫn nhận được tiền thưởng khi đem số đầu đồng bị mất về. Cả nhóm tức giận khi phát hiện ra cái đầu Rồng đã nằm trong tay công ty MP, do đó họ không thể đòi số tiền thưởng lớn hơn.
Ba học trò của Coco cố gắng điều tra về công ty MP rồi bị bắt giữ. Coco yêu cầu sự giúp đỡ của JC, JC sau đó được vào trong cơ sở bí mật của công ty MP. Nơi đây chuyên chế tạo những cổ vật để đem đi bán đấu giá, JC suy luận ra phòng giam ba con tin. JC thách thức đối thủ lâu năm là Vulture đấu võ với mình, nhưng cuộc giao đấu bị can thiệp. JC đề nghị ban lãnh đạo công ty MP thả ba con tin ra, khi ban lãnh đạo từ chối, JC đành phải chiến đấu với nhóm nhân viên bảo vệ để đến phòng giam ba con tin. Trong cuộc giao chiến, phần lớn cơ sở bị nổ tung. JC không phải bồi thường thiệt hại cho cơ sở, anh để lại bức tranh The Roses để đổi lấy ba con tin.
Đầu Rồng được công ty MP đem ra bán đấu giá với giá cao kinh khủng khiến không ai mua nổi nó. Ban lãnh đạo tuyên bố sẽ ném đầu Rồng vào núi lửa nếu đến trưa mai vẫn không có ai mua nó. Hạn chót đã hết, Vulture cùng với ba người khác được giao nhiệm vụ nhảy dù để ném đầu Rồng vào núi lửa. JC đuổi theo để cứu món cổ vật, cuối cùng anh bị chấn thương khi đáp xuống mặt đất. Vì tôn trọng JC, Vulture quyết định trao đầu Rồng lại cho anh. Ban lãnh đạo công ty MP bị cảnh sát bắt giữ vì chiếm hữu bức tranh The Roses. Cảnh cuối phim là JC nằm trong bệnh viện được vợ mình và bạn bè đến thăm.

## Phân vai

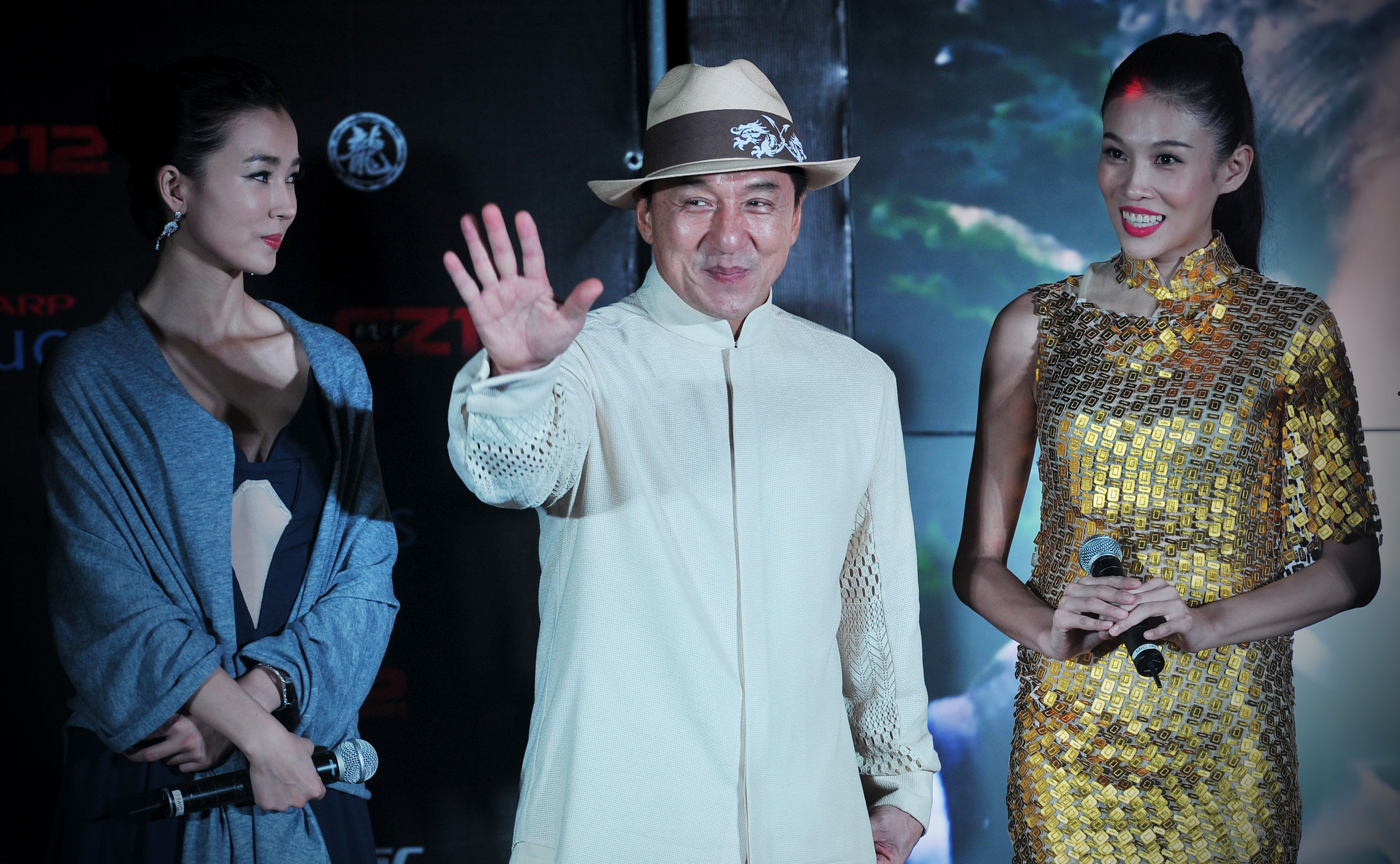
Thành Long với các bạn diễn Trương Lam Tâm và Diêu Tinh Đồng tại một sự kiện quảng bá 12 con giáp.

- Thành Long vai JC hay Martin/Asian Hawk
- Kwon Sang-woo vai Simon
- Liêu Phàm vai David
- Diêu Tinh Đồng vai Coco
- Trương Lam Tâm vai Bonnie
- Laura Weissbecker vai Catherine de Sichel
- John Paisley vai Sir Charlton
- Pierre-Benoist Varoclier vai Léon
- Lý Tôn Thành vai chính ông
- Vincent Sze vai Michael Morgan
- David Torok vai vệ sĩ của Michael Morgan
- Max Huang vai vệ sĩ của Michael Morgan
- Alaa Safi vai Vulture
- Pierre Bourdaud vai cướp biển
- Emmanuel Lanzi vai Tay sai
- Rosario Amadeo vai Pierre
- Wilson Chen vai Wu Qing
- Yoo Seung-jun vai thuyền trưởng cướp biển
- Ken Lo vai cướp biển
- Oliver Platt vai Lawrence Morgan
- David Serero vai vệ sĩ
- Caitlin Dechelle vai Katie
- Marc Canonizado vai Marc
- Zheng Wei
- Bo-yee Poon vai trợ lý của Lawrence
- Abdul Haviz
- Ashok CA
- Thư Kỳ vai vợ của David (khách mời)
- Ngô Ngạn Tổ vai Bác sĩ (khách mời)
- Lâm Phụng Kiều vai vợ JC (khách mời)
- Kenny G vai phi công Airplane (khách mời)

## Sản xuất
Từ ngày 18 tháng 4 tới 2 tháng 5 năm 2012, Thành Long ghi hình nhiều cảnh tại ống gió thẳng đứng Aerodium Latvia ở Jelgava, Latvia. Phim cũng được ghi hình tại Pháp, Trung Quốc, Đài Loan và Vanuatu. Thành Long tự thực hiện hầu hết các cảnh chiến đấu và đóng thế mà ít cần hỗ trợ từ đội đóng thế của anh. Jean-Yves Blondeau, người phát minh ra bộ đồ trượt ván, đã dạy cho Long sử dụng bộ đồ trong phân cảnh lướt ván của phim. Đồng thời phim còn được ghi hình ở định dạng IMAX 3D.

## Phát hành
Buổi lễ ra mắt phim được tổ chức vào ngày 12 tháng 12 năm 2012 và sau đấy công chiếu toàn châu Á vào ngày 20 tháng 12 và tại Ấn Độ vào ngày 28 tháng 2.

### Phát hành ở Mỹ
Lúc đầu phim được thông báo sẽ công chiếu tại các rạp ở Mỹ vào mùa hè năm 2013 với khoảng 20 phút do đích thân Thành Long dựng phim nhằm tối ưu hóa nhịp độ và nội dung dành cho khán giả Bắc Mỹ. Lịch chiếu phim khi ấy được đẩy lùi sang mùa thu; bản tái dựng phim được phát vào ngày 18 tháng 10 năm 2013, độc quyền tại các rạp của AMC Theatres

## Đón nhận
Do cạnh tranh với các phim nước ngoài, CZ12 thu về 11,7 triệu đô la Hồng Kông (1,5 triệu USD), cũng như trở thành phim đoạt ngôi quán quân của Hoa ngữ tại thị trường phòng vé Đài Loan. Phim ra mắt lần thứ hai tại Trung Quốc đại lục (sau Lạc lối ở Thái Lan), tiếp tục kiếm về hơn 145 triệu USD tại phòng vé và nổi lên là một trong những phim nội địa ăn khách nhất tại Trung Quốc.

### Đề cử và giải thưởng
- Giải thưởng điện ảnh Hồng Kông lần thứ 32
  - Thắng: Chỉ đạo hành động xuất sắc nhất (Thành Long, He Jun)
  - Đề cử: Diễn viên mới xuất sắc (Trương Lam Tâm)
  - Đề cử: Dựng phim xuất sắc nhất (Yau Chi-wai)
  - Đề cử: Hiệu ứng hình ảnh xuất sắc nhất (Han Young-woo, Victor Wong, Patrick Chui, Seong Ho-jang)
- Sách Kỷ lục Guinness[8]
  - Thắng: Ghi công nhiều nhất trong một bộ phim điện ảnh (Thành Long)
  - Thắng: Diễn viên còn sống đóng thế nhiều nhất (Thành Long)
- 9th Huading Awardss
  - Thắng: Đạo diễn xuất sắc nhất (Thành Long)
  - Thắng: Diễn viên mới xuất sắc nhất (Trương Lam Tâm)
  - Thắng: Chỉ đạo hành động xuất sắc nhất (Đội đóng thế JC)

### Chỉ trích
Tờ Time Out Hồng Kông chấm phim 2/5 sao, gọi tác phẩm là "một phim dành cho người đi bộ theo bất cứ hình thức nào ngoài mảng thiết kế hành động của nó". Tờ South China Morning Post chấm phim 1,5/5 sao, thấy rằng "đống lộn xộn của CZ12 như một đĩa DVD rẻ tiền nhái lại một trong những tác phẩm kinh điển cũ [của Thành Long]" và "CZ12 như đang xem một cựu động viên hạng sao vật lộn trong một trò chơi vô bổ".
The Hollywood Reporter cũng chấm phim một bài đánh giá tiêu cực, lưu ý về độ dài của phim và thiếu chất võ thuật và đóng thế làm nên tên tuổi của Long. Variety cũng chấm phim một bài nhận xét tiêu cực, cho rằng "Thành Long làm nổi bật lên thương hiệu Jackie-làm-mọi-nghề và chẳng giỏi gì trong [CZ12]".